# Georg Andreas Bull
Georg Andreas Bull (født 26. marts 1829 i Bergen, død 1. februar 1917 i Asker) var en norsk arkitekt og stadskonduktør i Oslo (dengang Kristiania) fra 1865 til 1903. Hans forældre var Johan Storm Bull (1787–1838), apoteker ved Svaneapoteket i Bergen og Anne Dorothes Geelmuyden (1789–1875). I 1858 giftede han sig med Emilie Constance Hjelm. Han var bror til komponisten Ole Bull og far til arkitekten Henrik Bull.

## Uddannelse og arbejde
Georg Andreas Bull fik tegneundervisning hos Franz Wilhelm Schiertz i Bergen i perioden 1843-1845. Han blev uddannet som maskiningeniør ved den polytekniske højskole i Hannover i 1846-1850, hvor han også havde forelæsninger i bygningskunst. Fra 1851 til 1855 arbejdede han med bygningsarkæologiske undersøgelser for Fortidsminneforeningen. Efterfølgende fik han en arkitektuddannelse hos Der Königliche Bauakademie i Berlin i 1855-1856.
I 1857 oprettede han et arkitektkontor i Oslo. I 1858 blev han bygningsinspektør, fra 1865 stadskonduktør og bygningschef fra 1898 til 1903. Han var Finansdepartementets inspektør for statens bygninger i Oslo og omegn i perioden 1865-1887. Som udøvende arkitekt var han aktiv i årene 1858-1889. I Oslo regulerede han Homansbyen (1858), Meyerløkka (1859) og Grünerløkka (1861). Han tegnede 15 af Homansbyens 65 huse i forskellige historicistiske stilarter. I Meyerløkka tegnede han en villa til sig selv, der blev opført i 1960 på "stjerneplassen" St. Olavs plass 1.
Bull var en af Norges første jernbanearkitekter og var NSB's faste arkitekt i årene 1863-1872 men havde haft opgaver for jernbanerne i fem år før det. I denne periode tegnede han en række stationer på Drammenbanen, Randsfjordbanen, Krøderbanen og Rørosbanen. Til disse tegnede han overvejende stationsbygninger i schweizerstil, men til enkelte stationer i byerne så som Trondheims første station (1864), Drammen Station (1866), Vestbanestasjonen (1872) og Østbanestasjonen (1882) benyttede han mursten.

## Udmærkelser
Bull blev udnævnt til ridder af Sankt Olavs Orden i 1875. Han var desuden ridder af Dannebrog.

## Værker
- 1857 Christiania Dampkjøkken (nedrevet), Torggaten 8, forretnings- og boligbyggeri (nedrevet)
- 1858 Høle kirke i Sandnes
- 1858 Byplan for Homansbyen og tre villaer samme sted: Oscars gate 23, Josefines gate 15 og 17
- 1859 Kirkegaten 26-36, forretnings- boligbyggeri (nedrevet)
- 1860 De første stationsbygninger for Statsbanene. Eget hus, St. Olavs plass 1, fire villaer i Homansbyen: Oscars gate 25, 31, 33, Josefines gate 13
- 1861 Tvedestrand kirke, byplan for Grünerløkka
- 1862 Villa med atelier for en fotograf. Nes kirke i Nes i Buskerud, to villaer i Homansbyen: Oscars gate 15 og Josefines gate 9, Hamars første stationsbygning (nedrevet)
- 1863 Gulen kirke, Torggaten 23, forretningsbyggeri (stærkt ombygget), to villaer i Homansbyen: Josefines gate 19 og 21, stationsbygninger for NSB
- 1864 Vanylven kirke, Arbejder for NSB
- 1865 Villa for Thomas Heftye, Oslo, arbejder for NSB
- 1866 3 villaer i Drammen, Josefines gate 7 i Homansbyen, Skovveien 1 (nedrevet), arbejder for NSB
- 1867 Hus for Tuneskipet i Universitetshagen (nedrevet), villa i Uranienborgveien 7, arbejder for NSB
- 1868 Tysnes kirke, Johanneskirken i Oslo (nedrevet), arbejder for NSB, sommerhus for Ole Bull, Valestrand Hamre i Hordaland
- 1869 Snarum kirke i Modum, villa i Homansbyen: Josefines gate 1, arbejder for NSB
- 1870 Kragerø kirke, Sakkerhusene for Kongsberg Sølvverk; "Frölich-byen" ved Geitmyrsveien, arbejder for NSB
- 1871 Arbejder for NSB
- 1872 Vestbanestasjonen
- 1873 Universitetets kemiske laboratorium i Frederiks gate samt Steinvik- og Stai Station.
- 1874 Gartneri i Slottsparken ved Wergelandsveien (nedrevet), arrangement omkring statuen af Karl Johan på Slottsplassen
- 1875 Gamle Koppang Station.
- 1876-–1877 Ny indretning af rum på Slottet
- 1878 Østbanestasjonen
- 1880 Jacobs kirke, Oslo
- 1882 Midlertidig triumfbue på Egertorvet i Karl Johans gate i anledning af kronprinsparret Gustav og Victorias ankomst
- 1884 Ombygning af Reinli stavkirke i Valdres